# Euphyia euscopus
Euphyia euscopus là một loài bướm đêm trong họ Geometridae.